# Xosé Chorén
Xosé Chorén Vázquez, (Taboada (Lugo), 1967). Funcionario de Correos y Telégrafos, en la actualidad dirige la Oficina  Principal de Correos de Lugo, fue concejal en el Ayuntamiento de Lugo por el Bloque Nacionalista Galego. Tras la VI Asamblea Nacional de Esquerda Nacionalista, celebrada en Compostela el 30 de marzo de 2008 fue elegido Secretario Nacional de Esquerda Nacionalista, relevando en el cargo a Alberte Xullo Rodríguez Feixoo.
Diplomado en Relaciones Laborales por la Universidad de Santiago de Compostela, es además Graduado Social colegiado y Técnico Superior en Prevención de Riesgos Laborales en las especialidades de seguridad en el trabajo, higiene industrial y ergonomía y psicosociología. Es afiliado de la CIG y fue delegado sindical en Correos y Telégrafos.
Es militante del BNG desde los 18 años y ocupó en él diferentes cargos orgánicos. Así, fue miembro del Consejo Comarcal de Lugo; de la Ejecutiva comarcal, llevando la responsabilidad de comunicación; del Consejo comarcal de la emigración , durante el tiempo que trabajó en Madrid y Jaén; y miembro también del Consejo Nacional del BNG, fue coordinador nacional de la Comisión de Trabajo y Bienestar Social. Entró en Esquerda Nacionalista en el año 1993, y forma parte de su Ejecutiva nacional desde 2002 ocupando distintas responsabilidades.
Desde la última asamblea del BNG, forma parte del Consello Nacional, de la Ejecutiva Comarcal y del Consello Local de Lugo, responsabilidades que compagina con su actividad profesional.
- Datos: Q2918848